# ثيون جرايجوي
ثيون غريجوي هو شخصية خيالية في سلسلة أغنية الجليد والنار من الروايات الخيالية للمؤلف الأمريكي  جورج ر. ر. مارتن ، ظهرت في المسلسل التلفزيوني صراع العروش. ثيون هو الابن الأصغر والوريث المفترض لبالون غريجوي ، الذي اتخذ من قبل اللورد إدارد ستارك كجناح بعد تمرد بالون الفاشل. تعتبر علاقة ثيون المعقدة والمضطربة في كثير من الأحيان مع كل من ولادته وعائلته بالتبني أساسية لقوس الشخصية في جميع أنحاء الروايات وتكييفها التلفزيوني.
ظهر ثيون في رواية لعبة العروش عام 1996 وقام الممثل الإنجليزي ألفي آلن دور شخصية ثيون جريجوي في مُسلسل شبكة إتش بي أو صراع العروش.

## وصف الشخصية
ثيون غريجوي هو الوريث الظاهر والأبن الوحيد لبالون غريجوي. ثيون هو الراوي لما مجموعه ثلاثة عشر فصلاً في الروايتين الثانية والخامسة ، صراع الملوك ورقصة مع التنانين.
قبل عشر سنوات من أحداث المسلسل ، أخذ ند ستارك ثيون كرهينة. كان سيُعدم لو كان والده بالون قد استاء الملك روبرت باراثيون. نشأ ثيون في وينترفيل مع أطفال ستارك وطور صداقة وثيقة مع روب ستارك. كشخص بالغ ، كان ثيون متعجرفًا ومغرورًا وفخورًا حتى سجنه رامزي سنو ، وهو الابن الأكبر والقيّد لروز بولتون. أثناء سجنه ، قام رامزي بتعذيب ثيون بشدة جسديًا ونفسيًا قبل إخصاله جسديًا وتغيير اسمه ساخرًا إلى «ريك».

## وصلات خارجية
- (بالإنجليزية) صفحة الشخصية في الموقع الرسمي